# Сколимовский, Ежи
Ежи Сколимовский (пол. Jerzy Skolimowski; род. 5 мая 1938, Лодзь) — польский кинорежиссёр, киносценарист, киноактёр.

## Биография
Отец, Станислав Сколимовский, был архитектором. В детстве Ежи пережил ужасы Второй мировой войны и казнь отца, участника польского сопротивления. После войны мать Ежи стала атташе по культуре в Праге. В гимназии Ежи учился вместе с Милошем Форманом, Вацлавом Гавелом и Иваном Пассером.
Изучал польскую филологию и этнографию в Варшавском университете. В 1963 году окончил режиссёрский факультет Высшей государственной школы кинематографа, телевидения и театра имени Леона Шиллера в Лодзи.
С начала 1960-х годов снял более двадцати фильмов, как в Польше («Особые приметы», «Без боя», «Барьер»), так и в других странах (в 1969 году покинул Польшу) — Бельгии («Старт»), Великобритании («Глубина», «Без права на работу»), США («Плавучий маяк»).
Вернулся в Польшу через много лет, в 1991 году, для съёмок фильма по роману Витольда Гомбровича «Фердидурка». После провала фильма посвятил себя живописи и долго не снимал. В 2008 году снял в Польше «Четыре ночи с Анной». Следующая картина, «Необходимое убийство» (2010), имела огромный успех, получив две высшие награды на 67-м МКФ в Венеции: Гран-при жюри и кубок Вольпи за лучшую мужскую роль Винсента Галло.
Снимался как актёр, в том числе в своих фильмах («Вешние воды»), а также в кинолентах своих коллег по режиссёрскому цеху Анджея Вайды («Невинные чародеи»), Мики Каурисмяки («Л. А. без карты»), Тима Бёртона («Марс атакует!»), у Дэвида Кроненберга в «Пороке на экспорт» и «Мстителях» Джосса Уидона.
Опубликовал несколько сборников стихов, писал также театральные пьесы.
Был дважды женат. Его первой женой была актриса Эльжбета Чижевская. Вторая жена Иоанна Щербиц (1941—2014), тоже актриса, у супругов было двое сыновей: Михал и Юзеф. Юзеф умер в Индии в 2012 году. Под влиянием переживаний от смерти сына Сколимовский создал фильма «11 минут».

## Фильмография

### Актёр
- 2012 — Одиннадцатое сентября 1683 года / September Eleven 1683 — Battle of Vienna — король Польши Ян III Собеский

### Режиссёр
- 1965 — Без боя / Walkower
- 1965 — Особые приметы / Rysopis
- 1966 — Барьер / Bariera
- 1967 — Старт / Le départ
- 1968 — Диалог 20-40-60 / Dialóg 20-40-60
- 1970 — Приключения Жерара / The Adventures of Gerard
- 1970 — Глубина / Deep End
- 1972 — Король, дама, валет / King, Queen, Knave
- 1979 — Крик / The Shout
- 1981 — Руки вверх / Ręce do góry (снят в 1967, на экраны вышел в 1981)
- 1982 — Лунное сияние / Moonlighting
- 1984 — Успех — лучшая месть / Success Is the Best Revenge
- 1985 — Плавучий маяк / The Lightship
- 1989 — Вешние воды / Torrents of Spring
- 1991 — Фердидурка / Ferdydurke
- 2008 — Четыре ночи с Анной / Cztery noce z Anną
- 2010 — Необходимое убийство / Essential Killing
- 2015 — 11 минут / 11 minut
- 2022 — Иа / IO